# Les Amours (Tristan L'Hermite)
Pour les articles homonymes, voir Les Amours (homonymie).
Les Amours de Tristan L'Hermite, publiées en 1638, sont une collection de poèmes tirés du recueil des Plaintes d'Acante de 1633, corrigés et complétés de poèmes inédits. L'ouvrage rencontre un grand succès public et assure la célébrité de son auteur.

## Présentation

### Publication
Napoléon-Maurice Bernardin décrit les Amours comme une « nouvelle édition, très augmentée, des Plaintes d'Acante (20 mai 1638) » de Tristan L'Hermite.
Le poète devient « tout à fait célèbre, et plus que jamais recherché : l'hôtel de Rambouillet lui ouvre ses portes », où « les beautés à la mode réclament des vers de Tristan. Toutes tiennent à pouvoir montrer un madrigal composé pour elles par le poète des Amours ».

### Dédicace
Le recueil des Amours est dédié « à Edme de La Châtre, comte de Nançay dont le cousin, Louis de La Châtre, est marié à une parente de Tristan, Elisabeth d'Etampes-Valençay ».

## Composition
Le recueil est constitué de 118 poèmes, précédés de la dédicace au comte de Nançay et d'un « Avertissement » en prose.
- Le Prélude, sonnet
- Aux conquérants ambitieux, sonnet
- L'excusable erreur, sonnet
- Les tourments agréables, sonnet
- Le dépit corrigé, sonnet
- La Négligence avantageuse, sonnet
- Les cheveux blonds, sonnet
- La belle malade, sonnet
- À des cimetières, sonnet
- La jalousie mal fondée, sonnet
- Portrait d'une rare beauté, sonnet
- Appréhension d'un départ, sonnet
- Plainte à l'amour, sonnet
- L'avis considérable, sonnet
- La Belle en deuil, sonnet
- L'humeur ingrate, sonnet
- L'âme insensible, sonnet
- Les remèdes inutiles, sonnet
- Le cabaliste, sonnet
- Les vaines imprécations, sonnet
- La vengeance, sonnet
- L'innocence trompée, sonnet
- Le dépit salutaire, sonnet
- La plainte écrite de sang, sonnet
- Le respect tyrannique, sonnet
- Le vol trop hautain, sonnet
- La fatalité d'amour, sonnet
- L'absence ennuyeuse, sonnet
- Les secrètes consolations, sonnet
- Le départ forcé, sonnet
- L'amante soupçonneuse, sonnet
- Les tristes considérations, sonnet
- Les vaines douceurs, sonnet
- La fausse persuasion, sonnet
- La bévue, sonnet
- Les délires, sonnet
- Les songes funestes, sonnet
- Pour la belle éclairée, sonnet
- L'amant en langueur, sonnet
- Le bain empoisonné, sonnet
- La pitié cruelle, sonnet
- Le baiser, sonnet
- Les médecins téméraires, sonnet
- Les travaux inutiles, sonnet
- Le talisman, sonnet
- L'agonie mortelle, sonnet
- Les Agréables pensées, sonnet
- Trépidation d'amour, sonnet
- Inquiétudes, stances
- Résolutions d'aimer, stances
- Le mépris, stances
- L'Amant secret, stances
- Les louanges du vert, stances
- Sur la colère de Philis, stances
- Le désespoir, stances
- Contre l'absence, stances
- Consolation à Idalie, stances
- Le Promenoir des deux amants, ode
- Promesse à Phillis, stances
- Le Miroir enchanté, stances
- L'absence de Phillis, élégie pour un roman
- Chanson — « Les vents qui se sont déchaînés »
- Les vains efforts, stances
- La belle malade, stances
- La belle captive, stances
- Le favori mal content, stances
- Les justes reproches, ode
- Les Vains Plaisirs, stances
- La belle mal-heureuse, stances
- L'enchantement rompu en sixains
- Le cruel, stances
- La guirlande, stances
- Les fâcheux obstacles, stances
- La Gouvernante importune, stances
- Le bracelet, stances
- Le triomphe d'Iris, stances
- Soupçon, stances
- Pour une beauté qui sait parfaitement peindre, plainte
- Les dédains D.M.D.M., ode
- Chanson — « Doux Printemps, ne revenez pas »
- L'incrédulité punie, stances
- Le naturel d'Amour, dixain
- Le pronostic véritable, sixain
- Les louanges, dixain
- L'impuissance des Destinées, dixain
- Pour mettre devant un livre d'Endymion, sixain
- Pour mettre devant un livre d'emblèmes d'amour, sixain
- La faveur de mauvais présages, huitain
- Réflexions avantageuses, sixain
- À Diane, sixain
- Avis à Mme de C., sixain
- Sur une statue de Didon en sixains
- La retraite avantageuse, dixain
- À Sylvie, sixain
- Le soupir ambigu, madrigal
- Serments d'amour, sixain
- À son écolière, huitain
- Une belle personne faisait crever des feuilles sur sa bouche, sixain
- Pour un Narcisse, dixain
- Les yeux criminels, dixain
- L'égalité de charmes, dixain
- Épitaphe d'un petit chien, huitain
- Sur le départ de Philis, madrigal
- Les soins mal considérés, madrigal
- Plaintes d'Acante
- À l'honneur de l'incomparable Sylvie, stances
- Fantaisie en quatrains
- Voyage fabuleux fait à Fontainebleau, ode
- Pour les yeux de * en sixains
- Les complaisances en quatrains
- Plainte à la belle banquière en sixains
- Avis mal reçus, sonnet
- La palinodie, dixain
- Le ravissement d'Europe, sonnet
- Le portier inexorable, sonnet
- L'amour durable, sonnet
- La sage considération, sonnet
- Misère de l'homme du monde, sonnet

## Postérité
En 1923, Valery Larbaud publie « trois histoires d'amour douces-amères, auxquelles il a donné pour titres les incipit de trois pièces empruntées à trois poètes du XVIIe siècle qu'il aimait entre tous » : Malherbe (Beauté, mon beau souci…, début de « Dessein de quitter une dame », La Fontaine (Amants, heureux amants…, début de l'épilogue de la fable des « Deux Pigeons ») et Tristan (coup d'archet initial du sonnet « Les agréables pensées » : Mon plus secret conseil…).
En 1925, Pierre Camo publie une réédition intégrale des Amours, avec une sélection des recueils de La Lyre et des Vers héroïques. Il s'agit de la première édition du recueil depuis 1662. En 1960, Amédée Carriat retient seize poèmes de l'édition de 1638 dans son Choix de pages de toute l'œuvre en vers et en prose de Tristan en plus de ceux déjà publiés dans Plaintes d'Acante en 1633.
L'Anthologie de la poésie française, dans la Bibliothèque de la Pléiade, reproduit la version remaniée du Promenoir des deux amants et quatre autres poèmes des Amours.

### Édition originale
- Tristan L'Hermite, Les Amours, Paris, Pierre Billaine et Augustin Courbé, 1638, 213 p. (lire en ligne)

### Éditions modernes
- Pierre Camo (préface et notes), Les Amours et autres poésies choisies, Paris, Garnier Frères, 1925, XXVII-311 p.

#### Œuvres complètes
- Jean-Pierre Chauveau et al., Tristan L'Hermite, Œuvres complètes (tome II) : Poésie I, Paris, Honoré Champion, coll. « Sources classiques » (no 41), 2002, 562 p. (ISBN 978-2-745-30606-7), p. 17-218

#### Anthologies
- Amédée Carriat (présentation et annotations), Tristan L'Hermite : Choix de pages, Limoges, Éditions Rougerie, 1960, 264 p.
- Jean-Pierre Chauveau, Gérard Gros et Daniel Ménager, Anthologie de la poésie française : Moyen Âge, XVIe siècle, XVIIe siècle, Paris, Gallimard, coll. « La Pléiade » (no 466), 2000, 1586 p. (ISBN 2-07-011384-1)
- Adolphe van Bever (notice et appendices), Tristan L'Hermite, Paris, Mercure de France, coll. « Les plus belles pages », 1909, 320 p. (lire en ligne)

### Ouvrages généraux
- Philippe Martinon, Les Strophes : Étude historique et critique sur les formes de la poésie lyrique en France depuis la Renaissance, Paris, Honoré Champion, 1912, 615 p.
- Collectif et Jean Tortel (éd.), Le préclassicisme français, Paris, Les Cahiers du Sud, 1952, 374 p.
Jean Tortel, Quelques constantes du lyrisme préclassique, p. 123–161
Jean Tortel, Petit memento pour un demi-siècle, p. 232–259

### Biographie
- Napoléon-Maurice Bernardin, Un Précurseur de Racine : Tristan L'Hermite, sieur du Solier (1601-1655), sa famille, sa vie, ses œuvres, Paris, Alphonse Picard, 1895, XI-632 p.

### Articles et analyses
- Ernest Serret, « Un précurseur de Racine : Tristan L'Hermite », Le Correspondant, no LXXXII,‎ 25 avril 1870, p. 334-354 (lire en ligne)